# Nervilia infundibulifolia
Nervilia infundibulifolia är en orkidéart som beskrevs av Ethelbert Blatter och Mccann. Nervilia infundibulifolia ingår i släktet Nervilia och familjen orkidéer. Inga underarter finns listade i Catalogue of Life.